# San Salvador (Sepúlveda)

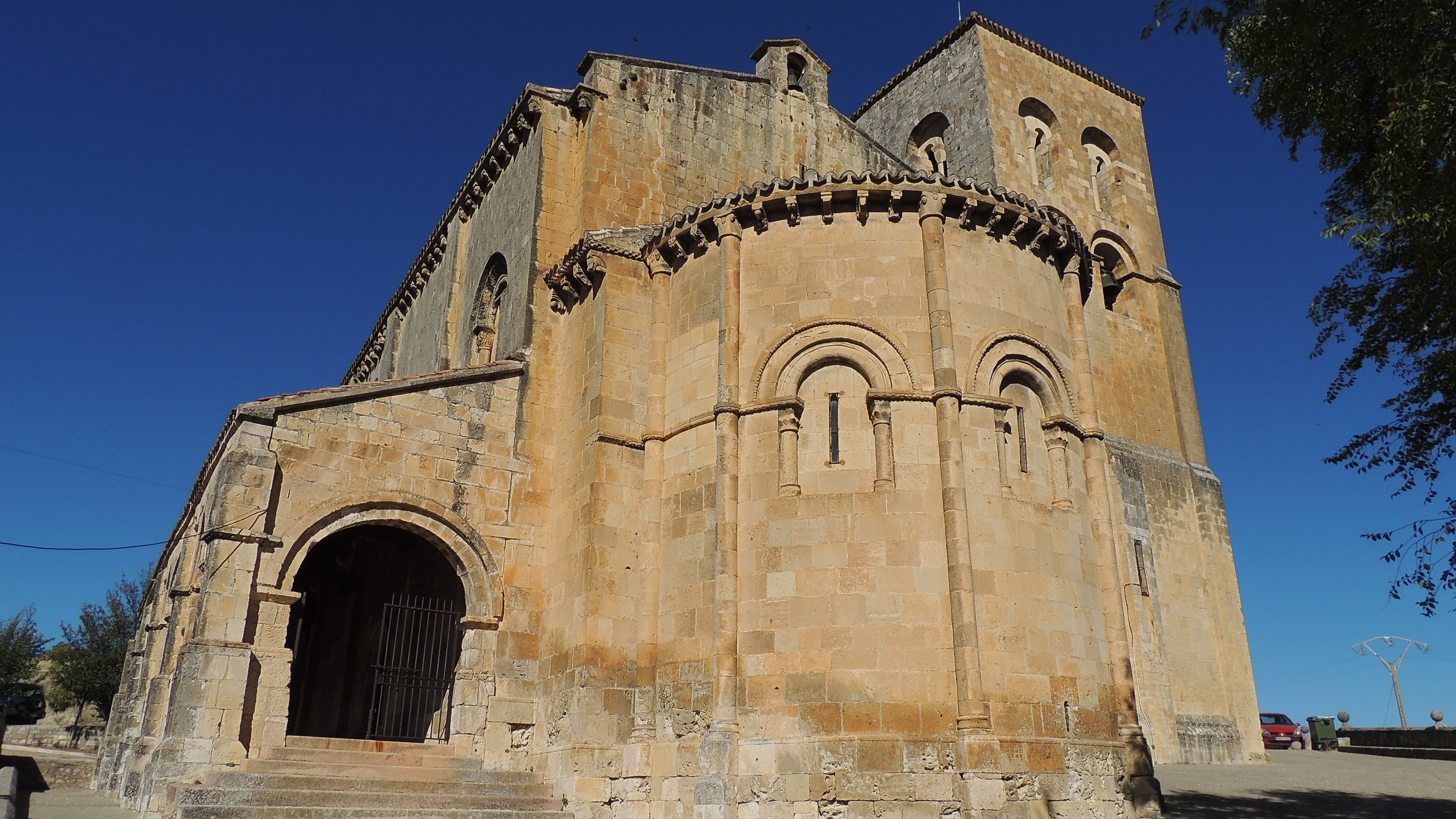
Sepúlveda – Iglesia de San Salvador

Die Kirche San Salvador in der zentralspanischen Stadt Sepúlveda in der altkastilischen Provinz Segovia gehört zu den ältesten und bedeutendsten romanischen Kirchenbauten südlich des Duero. Sie wurde – neben der ca. 65 km nordöstlich gelegenen Kirche San Miguel in San Esteban de Gormaz – Vorbild für zahlreiche andere Kirchenbauten der Region.

## Geschichte
Mit dem Bau der am nördlichen Stadtrand gelegenen Kirche wurde – urkundlich gesichert – um das Jahr 1093 begonnen. Ob die deutlich reicher gestaltete und baulich kaum verzahnte Südvorhalle (portico) von vornherein mitgeplant oder kurz nach Fertigstellung der Kirche ergänzt wurde, ist unklar. Als Baumeister vermutet man einen (bzw. zwei) namentlich unbekannte Architekten aus dem Norden Spaniens oder dem Süden Frankreichs (eventuell aus Katalonien).

## Architektur

### Kirche
Alle Teile der Kirche sind aus exakt behauenen Werksteinen errichtet. Während der freistehende dreigeschossige Glockenturm sowie der gesamte Baukörper der Kirche nur durch Lisenen gegliedert sind, zeigt die halbrunde Apsis vorgestellte dreiviertelrunde Dienste, die in Höhe der Kämpferplatten über den eingestellten Säulen der schmalen Fensteröffnungen durch ein Gesims miteinander verkröpft sind. Unterhalb der Dachtraufe findet sich ein umlaufender Konsolenfries, der sich an den Längsseiten der Kirche fortsetzt. Die Fenster sind auf allen Seiten gleich gestaltet; nur die Nordseite ist fensterlos. Das etwa 11 m hohe Innere der Kirche ist einschiffig und wird von einem ca. 10 m breiten Tonnengewölbe mit Gurtbögen überspannt; die Apsis zeigt die übliche Kalottenwölbung. Die Seitenwände sind durch Lisenen bzw. durch Blendarkaden aufgelockert.

### Vorhalle
Die von einem Pultdach bedeckte Vorhalle schützt die beiden Eingänge der Kirche und umzieht die Süd- und Westseite des Kirchenbaus, wobei die Westseite bis auf ein schmuckloses Portal geschlossen ist. Die durch ein Portal neben der Apsis aus betretbare Südseite ist dagegen durch acht Arkaden weithin geöffnet; diese sind im Wechsel durch Pfeiler und Säulen voneinander getrennt. Die Kapitelle zeigen zumeist abstrakte Motive, nur eines enthält Figuren.

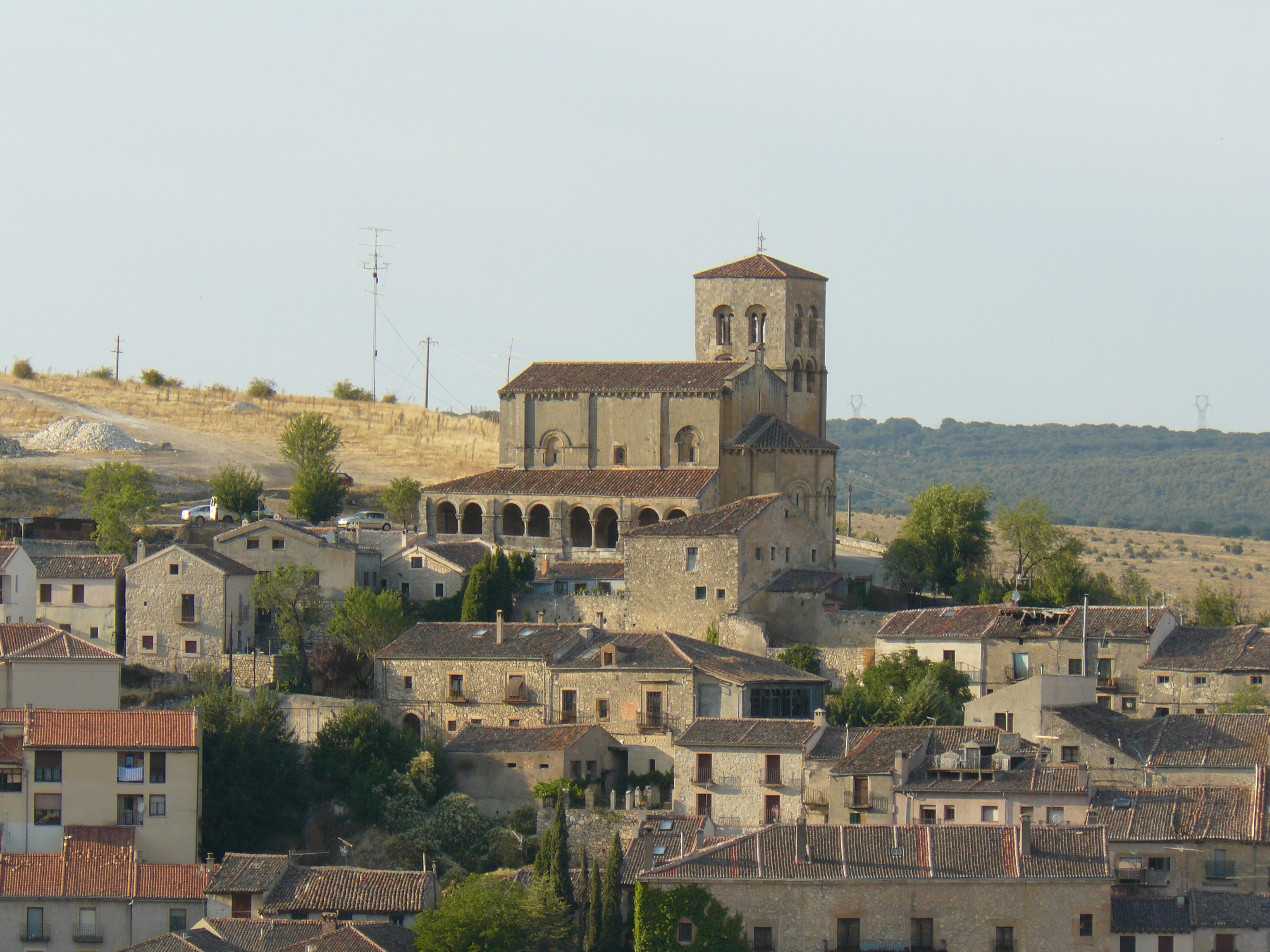
Kirche über der Stadt
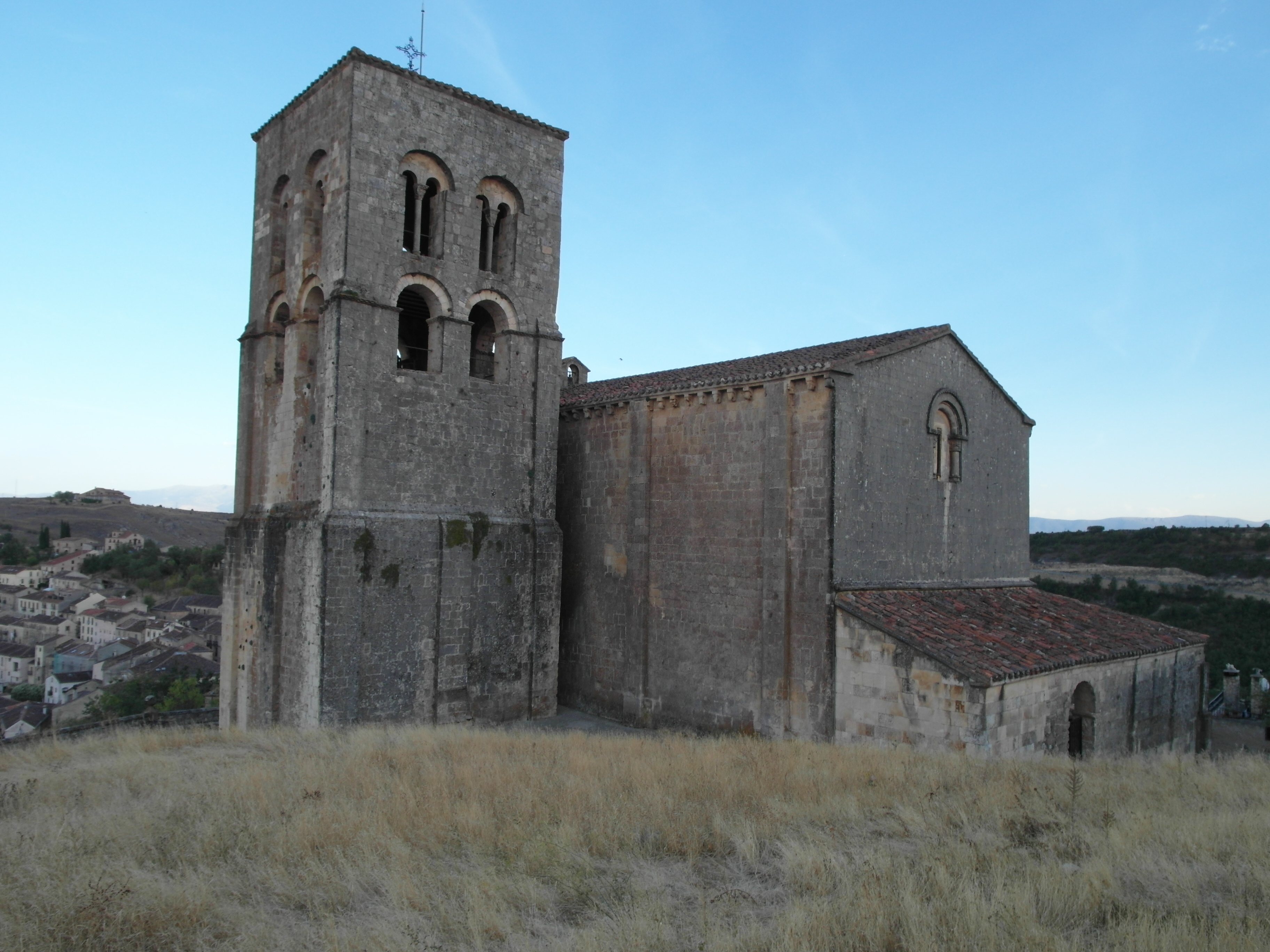
Ansicht von Nordwesten
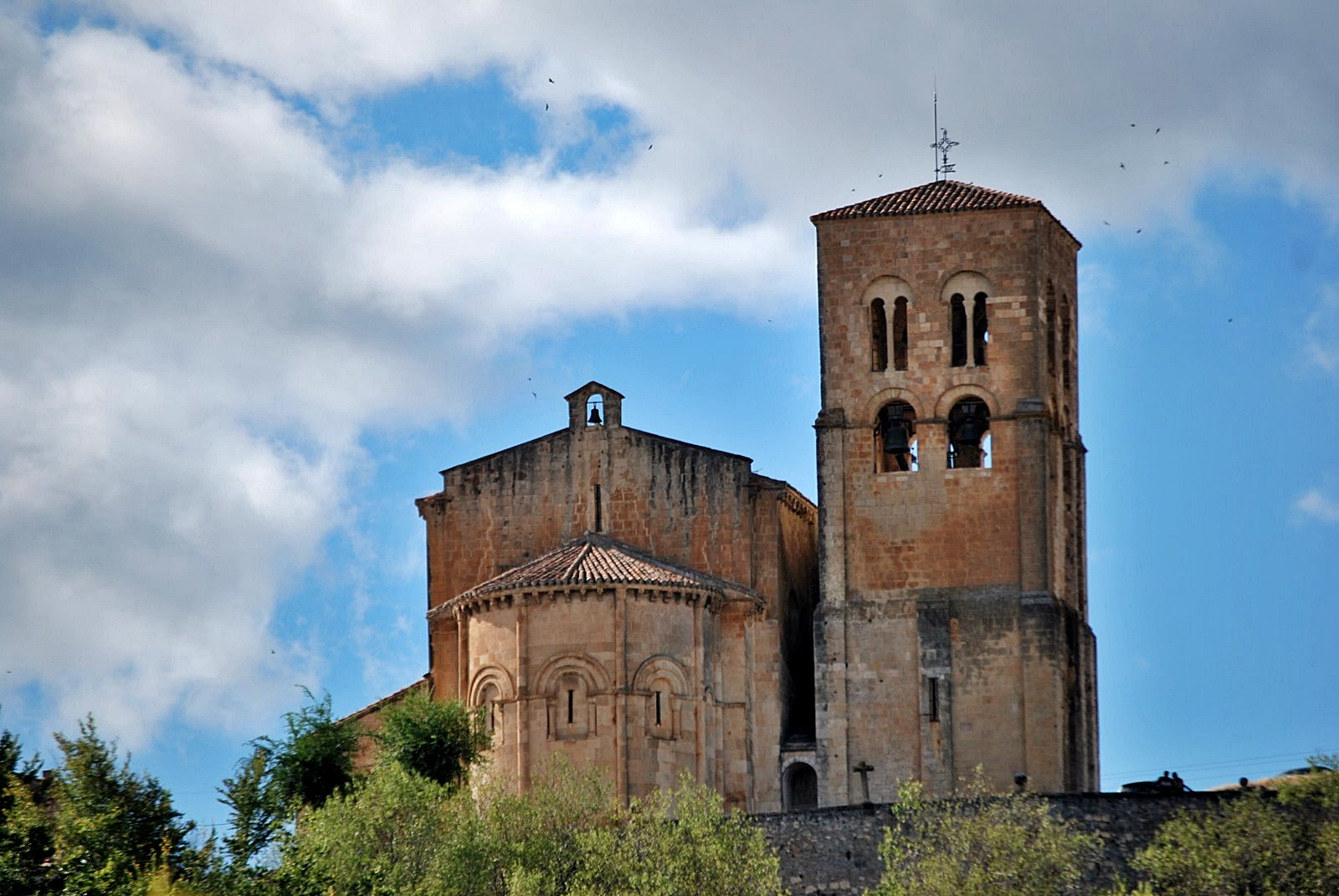
Ansicht von Osten
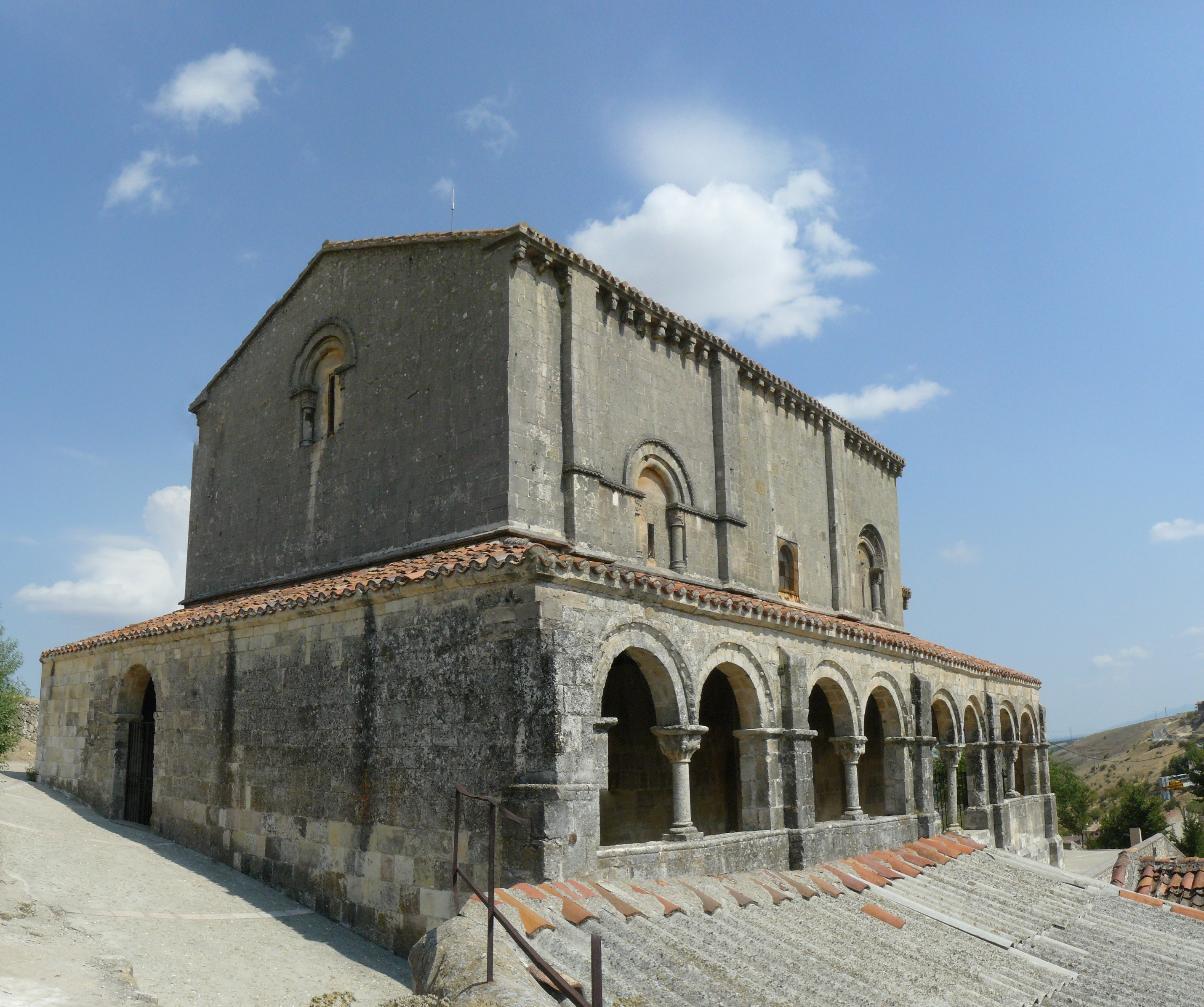
Ansicht von Südwesten
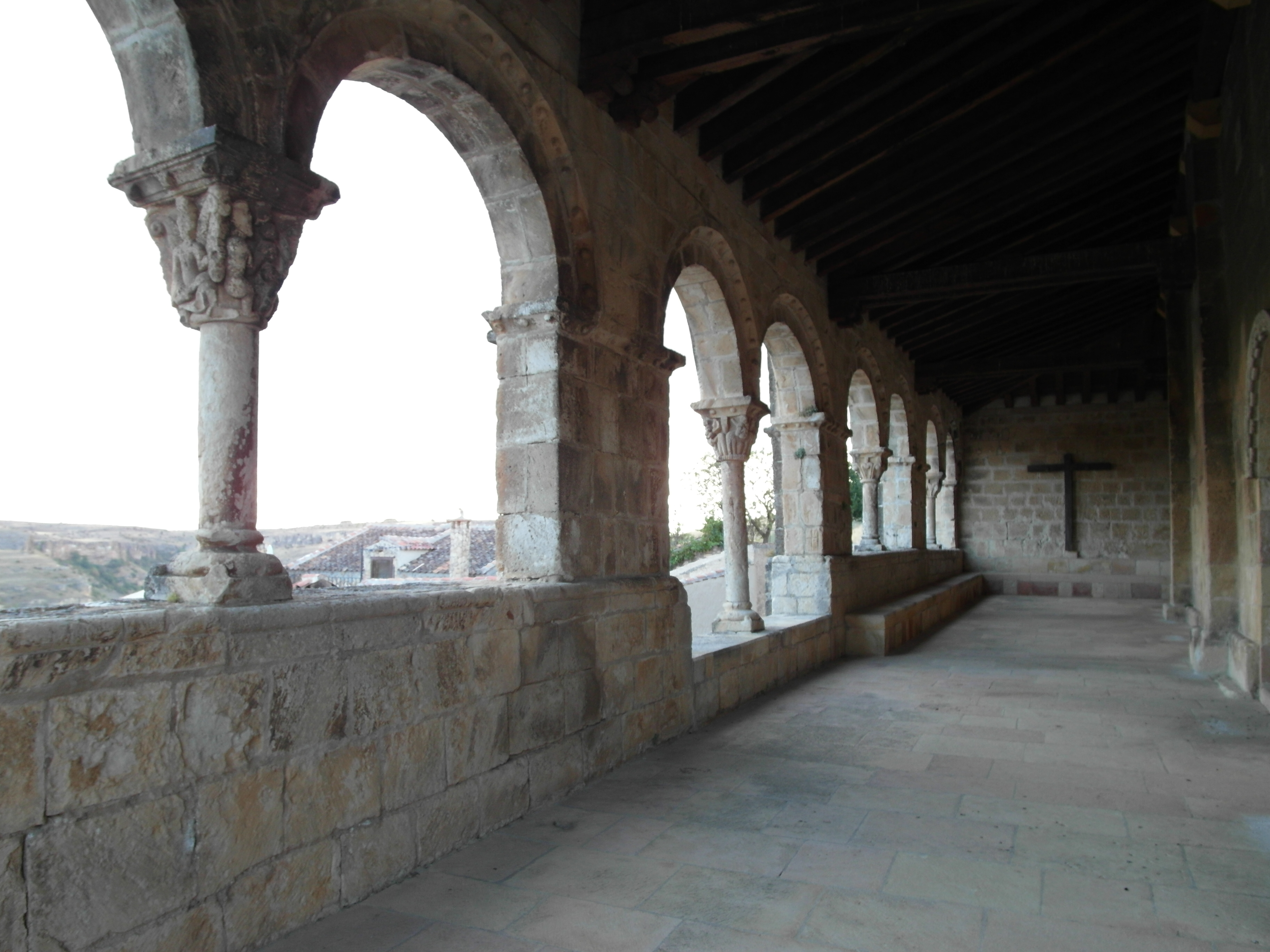
Blick in die Südvorhalle
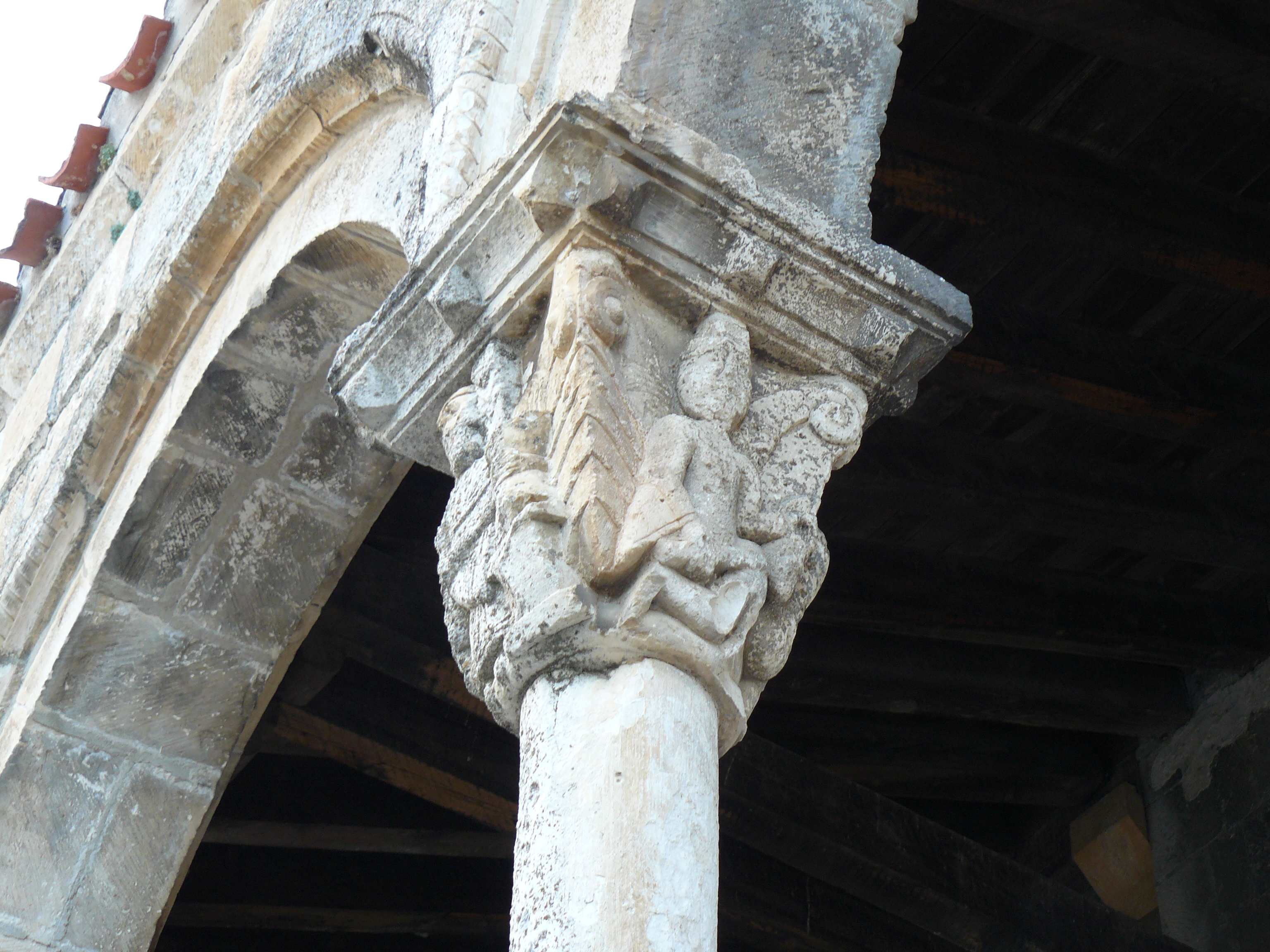
Figürliches Kapitell